# 明石藩舞子台場跡
明石藩舞子台場跡（あかしはんまいこだいばあと）は、兵庫県神戸市垂水区の舞子公園にある砲台跡。舞子砲台跡とも。国の史跡に指定されている。

## 概要

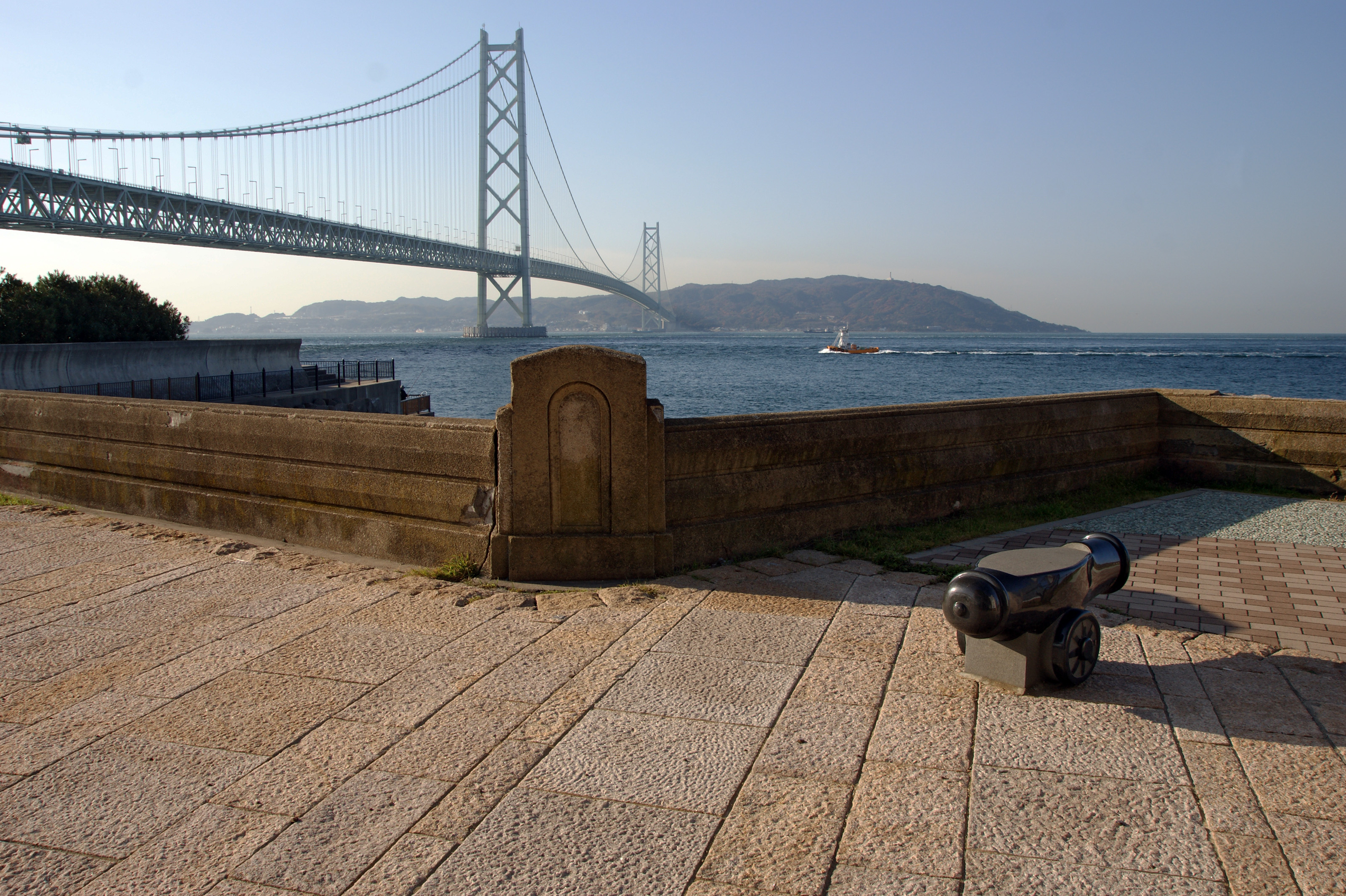
背景は明石海峡大橋と淡路島

幕末の文久3年（1863年）、将軍徳川家茂による大坂湾の海防状況視察の際に、砲台拡充の幕命を受けた明石城主松平慶憲により築造された。工事は勝海舟の設計・総指揮、設備担当は幕使佐藤與之介、施工は明石藩で、ほか神戸海軍操練所等の協力による。竣工は1865年。
建設の目的は、淡路島北端（淡路市）の徳島藩松帆台場跡（国の史跡）と対になって両岸から明石海峡（瀬戸内海と大阪湾をつなぐ海峡）を通過する黒船を挟撃することであったが、一度も使用されることはなく現在に至っている。

## 建築概要
当時の一般的な台場は上部が土盛り形式であった。
しかし当台場は総石垣造である。
半星形稜堡で幅約70m、高さ約10mという規模で建設されるも、明治時代末の火災により上部が撤去されたため高さ6mとなった。
2003年～2004年の発掘調査で全容を確認できたが、保存のため埋め戻されたため、現在は台場の一部と石垣の一部が地表に露出しているだけである。

## ギャラリー

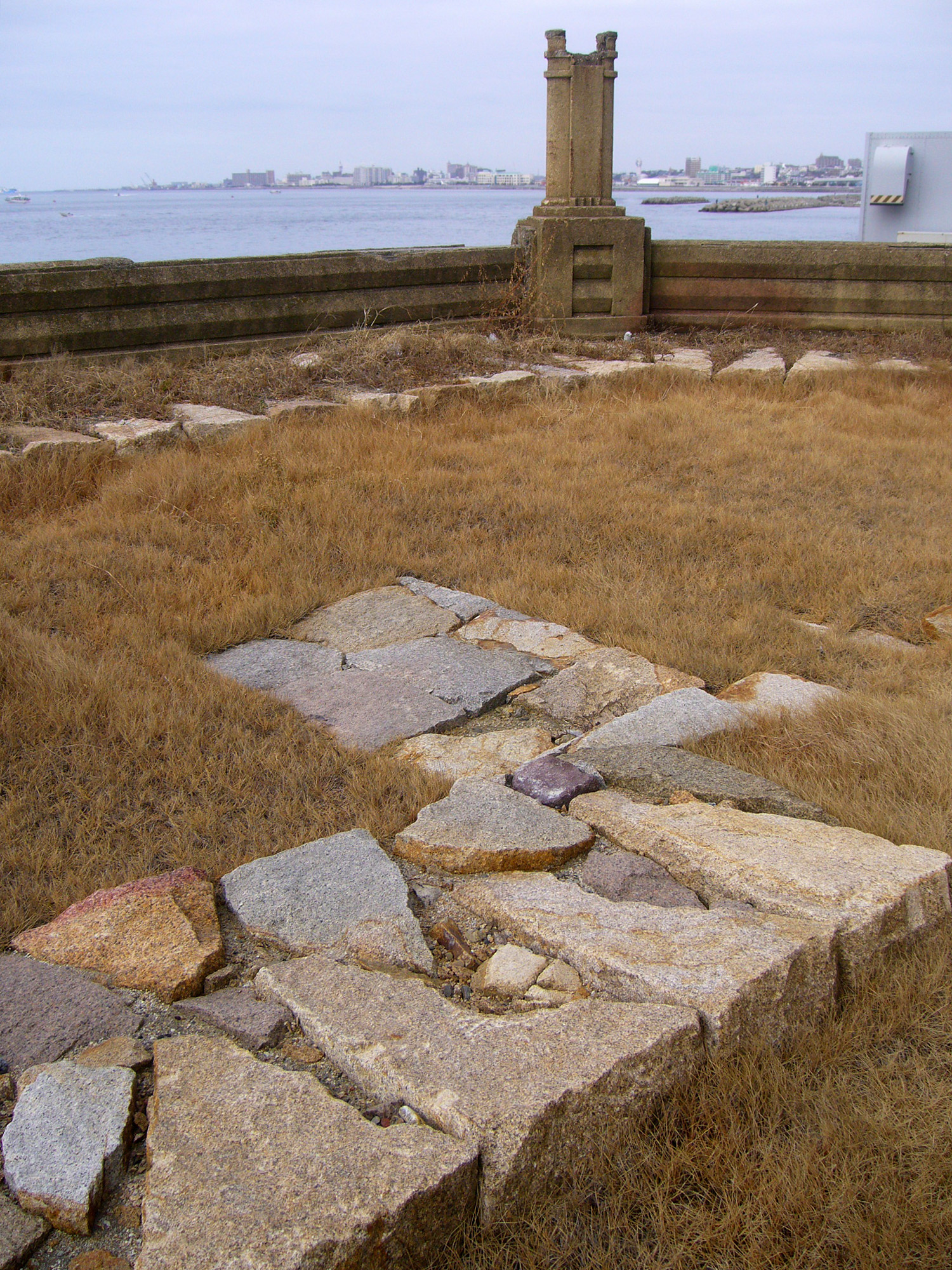
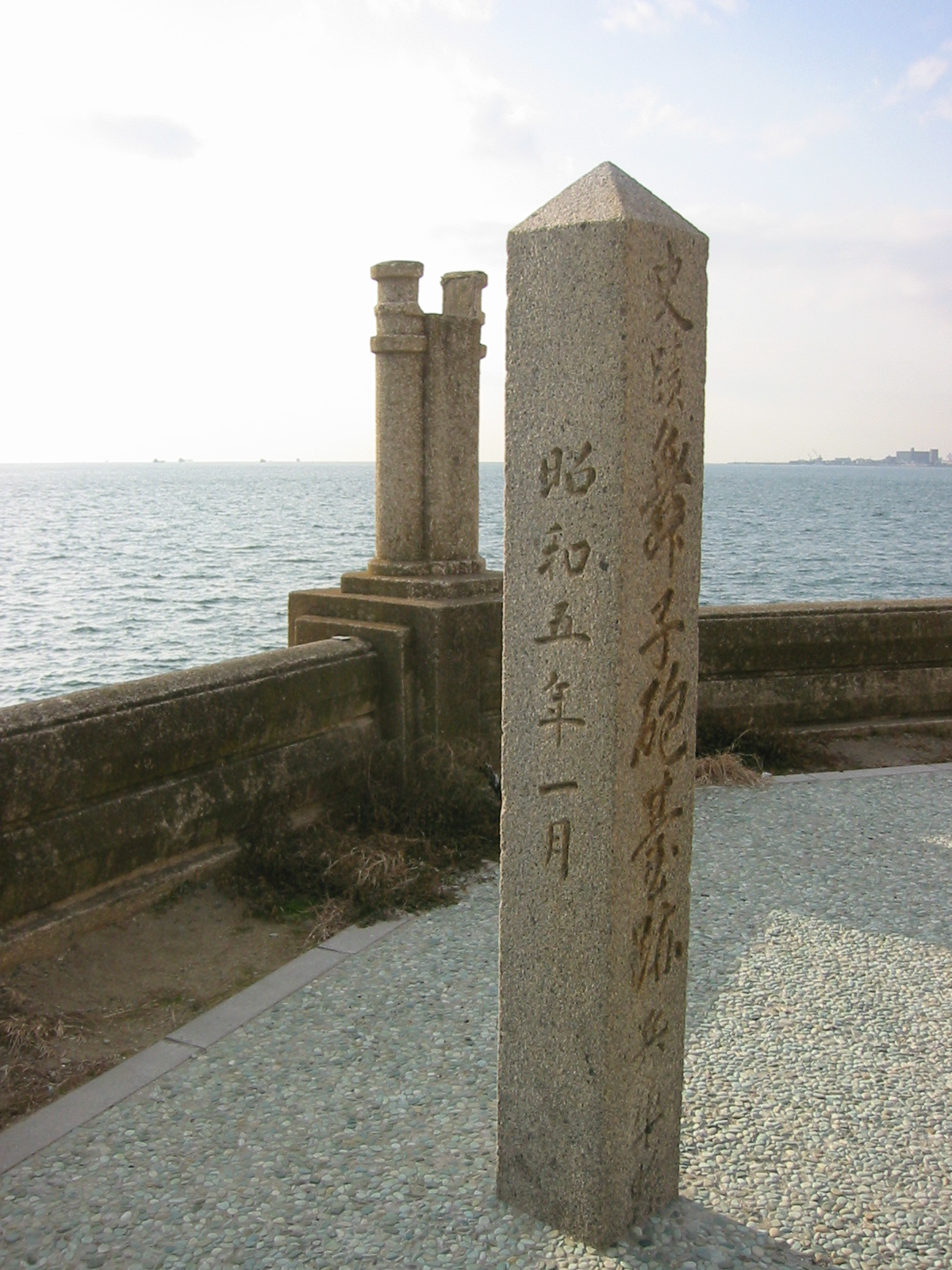

## 交通アクセス
- JR神戸線 舞子駅 徒歩3分
- 山陽電鉄本線 舞子公園駅 徒歩5分

## 周辺情報
- 舞子公園
  - 明石海峡大橋
  - 橋の科学館
  - 孫中山記念館
- 舞子ホテル